# Abū Sahl al-Qūhī
Abū Sahl Wayjan ibn Rustam al-Qūhī (persan : ابوسهل بیژن کوهی Abusahl Bijan-e Koohi) ou al-Kūhī est un mathématicien, physicien et astronome perse travaillant à Bagdad dans la seconde moitié du Xe siècle.

## Biographie
Selon ses biobibliographes, al-Qūhī serait né autour de 940 à Quh, petit village du Tabaristan. Il aurait travaillé à Bagdad durant la dynastie bouyide sous les règnes d'Adhud ad-Dawla, Samsam ad-Dawla et Sharaf ad-Dawla et serait resté dans cette ville si l'on excepte quelques voyages dont un à Bassora d'où date sa correspondance mathématique avec le secrétaire des Bouyides, Abū Isḥāq Ibrāhīm al‑Ṣābi’, et un autre à Chiraz en 969 pour des observations astronomiques. Il serait mort vers 1000.

## Travaux

### Mathématiques
Avec près d'une trentaine de traités, al-Qūhī est considéré comme un des meilleurs géomètres de son époque. Ses travaux sont repris et commentés par ses contemporains ou successeurs (Ibn al-Haytham pour le volume du paraboloïde, al-Biruni pour son compas parfait, Al-Khazini pour son travail sur les centres de gravité).
Il accorde aux mathématiques une place de choix dans les sciences car elle permet, selon lui, d'accéder à la «vérité» par la démonstration.
Le travail d'al-Qūhī s'inscrit dans un courant mathématique consistant à trouver des outils géométriques pour résoudre des problèmes algébriques, courant qui trouve son plein développement au XIIe siècle dans l'œuvre d'Omar Khayyam. C'est donc à l'aide d'intersection de coniques qu'il présente sa construction de l'heptagone régulier inscrit dans un cercle. Cette construction, qui conduit à une équation algébrique de degré trois, n'est pas réalisable à la règle et au compas et n'était réalisée par les mathématiciens grecs qu'à l'aide d'ajustement (construction par neusis). La solution qu'il propose est plus simple que celle de ses prédécesseurs. Il en est de même de sa construction d'un pentagone équilatéral inscrit dans un carré. Al-Qūhī choisit de placer un des sommets au milieu d'un côté du carré. La recherche du côté du pentagone conduit à une équation de degré quatre qu'al-Qūhī résout par intersection de coniques. Cet outil, l'intersection de conique, lui permet de proposer des solutions à de nombreux autres problèmes géométriques : duplication du cube, trisection de l'angle, construction d'un segment de sphère connaissant son volume et sa surface, constructions de cercle tangents, etc.
Son travail sur la construction d'un astrolabe avec démonstration le conduit à s'intéresser à la projection stéréographique. Il démontre que celle-ci conserve les cercles. Il utilise et démontre une méthode pour tracer les cercles azimutaux reprise et commentée par Ibn Sahl et Abu Nasr Mansur.
Les deux sujets précédents demandent la construction de coniques pour lesquelles al-Qūhī présente la description théorique d'un instrument de dessin le compas parfait qui pourrait se révéler utile à la construction des astrolabes et des cadrans solaires.
Concernant les méthodes infinitésimales, on sait par sa correspondance avec Abū Ish.aq al-S.ābī qu'il s'est intéressé au calcul des longueurs de courbes, à la quadrature de la parabole. À la suite de Thābit ibn Qurra, il s'intéresse au volume du paraboloïde obtenu par rotation d'un segment de parabole autour de son axe de symétrie. Il le calcule à l'aide d'une méthode proche de la méthode d'exhaustion d'Archimède simplifiant la méthode de Thabit ibn Qurra en réduisant de 35 à 2 le nombre de lemmes nécessaires. Son travail est repris et complété par Ibn al-Haytham qui calcule aussi le volume du paraboloïde obtenu par rotation du segment de parabole autour de sa corde. Il prolonge le travail d'Archimède sur les centres de gravité, passant des figures planes aux solides (cône, paraboloïde et demi-sphère). Ce dernier centre de gravité, conjecturé à partir des calculs précédents, le conduit à évaluer la valeur de pi à 28/9. Ce dernier résultat, en dehors de la fourchette établie par Archimède est l'occasion d'un échange de lettres avec Abū Ishaq al-Sābī et est vivement critiqué par ses successeurs.
On lui doit également une révision des Éléments d'Euclide.

### Astronomie
Al-Qūhī est un spécialiste des objets célestes reconnu à son époque. C'est ainsi qu'on le voit, en 969, à Chiraz, à côté d'al-Soufi en compagnie d'autres scientifiques dans une campagne d'observations destinée à étudier l'obliquité de l'écliptique et les solstices. En 988, il supervise les observations astronomiques faites dans le jardin de l'émir Sharaf al-Dawla à Bagdad, en compagnie d'Abu l-Wafa et al-Saghani (en).
Les incursions d'al-Qūhī dans le domaine de l'astronomie concernent, outre son traité de l'astrolabe, principalement trois traités : De la distance de la terre aux étoiles filantes, De ce qui est visible du ciel et de la mer, et Sur le temps d'apparition d'un arc donné de l'écliptique . Tous ces travaux révèlent une attirance pour la géométrie pure et aucune mesure ni observation n'y est citée. Dans son traité sur l'arc d'écliptique, il reste attaché aux outils trigonométriques grecs et principalement au théorème de Menelaüs.

### Physique
C'est dans le domaine de la statique et par le biais de son calcul de centres de gravité qu'al-Qūhī a principalement travaillé. Il s'appuie sur le traité d'Aristote, Physique et sur le Livre d'Euclide sur le grave et le léger (auteur anonyme). Ses travaux, disparus, ne sont connus que par les références qu'y fait al-Khazini dans son Livre de la balance de la sagesse. Il est un des premiers, avec Ibn al-Haytham à relier «pesanteur» et distance de l'objet au centre de l'univers.
On lui doit également une critique du sixième livre de la Physique d’Aristote sur le mouvement.

## Traités
Fuat Sezgin, dans son Geschichte des arabischen Schrifftums répertorie 29 traités parmi lesquels
- Risāla fī’l birkar al-tāmm - Sur le compas parfait
- Risāla fī istikhrāj misāh.at al-mujassam al-mukāfī - Sur la mesure du paraboloïde
- Kitāb s.an‘at al-as. t.urlāb - Sur la construction d'un astrolabe, avec démonstration
- Hādhā mā wujida min ziyādat Abī Sahl ˓alā al-maqālah al-thāniiyah min kitāb Uqlīdis fī al-us.ūl - Commentaire d'Euclide
- Fi `amal dil`al-musabba`al-mutasāwī al-adlā` fi al-dā'ira - Sur la construction d'un heptagone régulier inscrit dans un cercle.
- Fi `amal mukhammas mutasāwī al-adlā` fi murabba` ma`lūm - Sur la construction d'un pentagone équilatère inscrit dans un carré
- (sans titre) - Sur l'ascension oblique d'un arc d'écliptique
- Fī ma'rifat miqdār al-bud`d bayna markaz al-dar wa-makān al-kawkab - Sur la distance des étoiles filantes au centre de la terre
- Fī ma'rifat miqdār mā yurā min al-samā wa-albahr - Sur ce qui est visible du ciel et de la mer.